# Seltisberg
Seltisberg é uma comuna da Suíça, situada no distrito de Liestal, no cantão de Basileia-Campo. Tem 3,57 km² de área e sua população em 2018 foi estimada em 1.301 habitantes.